# Cattedrale dell'Assunzione (Aigialeia)
La cattedrale dell'Assunzione (in greco: Μητροπολιτικός Ναός Κοιμήσεως της Θεοτόκου) è la cattedrale ortodossa di Aigialeia, in Grecia, e sede della metropolia di Aigialeia. La chiesa cattedrale dell'Assunta è stata fondata il 13 dicembre del 1898, la costruzione ha avuto inizio l'anno 1899 per essere inaugurata ancora incompiuta nel 1914. La chiesa è stata progettata dall'architetto bavarese Ernst Ziller.